# NGC 4107
NGC 4107 је лентикуларна галаксија у сазвежђу Девица која се налази на NGC листи објеката дубоког неба.
Деклинација објекта је + 10° 35' 45" а ректасцензија 12h 4m 47,7s. Привидна величина (магнитуда) објекта NGC 4107 износи 13,2 а фотографска магнитуда 14,2. NGC 4107 је још познат и под ознакама NGC 4078, UGC 7066, MCG 2-31-23, CGCG 69-43, PGC 38238.